# Brianna Turner
Brianna Turner (Pearland, 5 luglio 1996) è una cestista statunitense, professionista nella WNBA.

## Carriera
È stata selezionata dalle Atlanta Dream al primo giro del Draft WNBA 2019 (11ª scelta assoluta).

## Statistiche

### College
| Anno      | Squadra             | PG  | PT  | MP   | TC%  | 3P% | TL%  | RP  | AP  | PRP | SP  | PP   |
| --------- | ------------------- | --- | --- | ---- | ---- | --- | ---- | --- | --- | --- | --- | ---- |
| 2014-2015 | Notre Dame F. Irish | 36  | 34  | 25,6 | 65,2 | -   | 60,5 | 7,9 | 0,7 | 1,1 | 2,5 | 13,8 |
| 2015-2016 | Notre Dame F. Irish | 29  | 29  | 27,0 | 59,3 | -   | 63,9 | 7,3 | 0,9 | 0,8 | 3,0 | 14,6 |
| 2016-2017 | Notre Dame F. Irish | 35  | 35  | 28,7 | 61,9 | -   | 59,4 | 7,1 | 1,1 | 0,8 | 2,5 | 15,3 |
| 2018-2019 | Notre Dame F. Irish | 39  | 39  | 27,9 | 63,1 | -   | 70,2 | 7,8 | 1,6 | 1,1 | 2,8 | 14,4 |
| Carriera  | Carriera            | 139 | 137 | 27,3 | 62,4 | -   | 63,7 | 7,5 | 1,1 | 1,0 | 2,7 | 14,5 |

### WNBA

#### Regular Season
| Anno     | Squadra         | PG  | PT  | MP   | TC%  | 3P% | TL%  | RP  | AP  | PRP | SP  | PP  |
| -------- | --------------- | --- | --- | ---- | ---- | --- | ---- | --- | --- | --- | --- | --- |
| 2019     | Phoenix Mercury | 29  | 12  | 15,9 | 53,8 | -   | 73,1 | 4,1 | 0,5 | 0,2 | 0,7 | 4,0 |
| 2020     | Phoenix Mercury | 22  | 22  | 27,9 | 57,9 | 0,0 | 64,3 | 9,0 | 1,8 | 1,1 | 2,0 | 7,2 |
| 2021     | Phoenix Mercury | 32  | 32  | 31,1 | 55,4 | 0,0 | 71,7 | 9,4 | 1,8 | 0,8 | 1,3 | 7,8 |
| 2022     | Phoenix Mercury | 35  | 35  | 33,4 | 60,7 | -   | 50,0 | 6,8 | 2,3 | 1,3 | 1,6 | 4,3 |
| 2023     | Phoenix Mercury | 40  | 33  | 26,3 | 65,0 | -   | 50,0 | 6,3 | 1,3 | 1,0 | 1,1 | 3,5 |
| 2024     | Chicago Sky     | 27  | 2   | 9,4  | 61,5 | -   | 50,0 | 2,0 | 0,4 | 0,3 | 0,5 | 1,2 |
| Carriera | Carriera        | 185 | 136 | 24,0 | 59,1 | 0,0 | 65,2 | 6,4 | 1,7 | 0,9 | 1,3 | 4,9 |

#### Playoffs
| Anno     | Squadra         | PG | PT | MP   | TC%  | 3P% | TL%  | RP   | AP  | PRP | SP  | PP  |
| -------- | --------------- | -- | -- | ---- | ---- | --- | ---- | ---- | --- | --- | --- | --- |
| 2019     | Phoenix Mercury | 1  | 1  | 23,0 | 0,0  | -   | -    | 4,0  | 0,0 | 0,0 | 1,0 | 0,0 |
| 2020     | Phoenix Mercury | 2  | 2  | 39,5 | 80,0 | -   | 25,0 | 12,5 | 4,0 | 1,0 | 2,0 | 8,5 |
| 2021     | Phoenix Mercury | 11 | 11 | 31,5 | 54,8 | -   | 68,4 | 9,9  | 2,5 | 1,3 | 1,9 | 8,5 |
| 2022     | Phoenix Mercury | 2  | 2  | 30,0 | 44,4 | -   | -    | 11,5 | 2,5 | 0,0 | 0,5 | 4,0 |
| Carriera | Carriera        | 16 | 16 | 31,8 | 55,3 | -   | 60,9 | 10,1 | 2,6 | 1,0 | 1,7 | 7,4 |

## Palmarès
- Campionessa NCAA (2018)
- 2 volte WNBA All-Defensive First Team (2020, 2021)
- WNBA All-Rookie First Team (2019)